# Rachat Almaty
Rachat Almaty (kazakiska: Рахат Алматы) var en volleybollklubb från Almaty, Kazakstan.
Klubben nådde under 2000-talets första decennium stora framgångar. De vann Kazakstans damvolleybolliga sju gånger i rad 2001-2007, kazakstanska cupen sex gånger i rad 2001-2006 samt Asian Women's Club Volleyball Championship 2004 och 2007.
De tränades under denna perioden i huvudsak av Vyacheslav Shapran som samtidigt var förbundskapten för Kazakstans damlandslag i volleyboll.